# Smittina oculata
Smittina oculata är en mossdjursart som först beskrevs av William MacGillivray 1883.  Smittina oculata ingår i släktet Smittina och familjen Smittinidae. Inga underarter finns listade i Catalogue of Life.